# Санакоев, Владимир Аржеванович
Влади́мир Аржева́нович Санако́ев (осет. Санахъоты Аржеваны фырт Владимир; 12 января 1884, с. Дзау, Горийский уезд, Тифлисская губерния, Российская империя — декабрь 1937, СССР) — советский государственный и партийный деятель. Ответственный секретарь областного комитета КП(б) Грузии Автономной области Юго-Осетии (1922—1924).

## Биография
Член РСДРП с 1905 г.
В 1904 г. окончил Ардонскую духовную семинарию, до 1912 г. учился в Томском университете (не окончил), до 1917 г. — на медицинском факультете Петербургского психоневрологического института.
- 1904—1911 гг. — конторщик, десятник, заведующий участком, счетовод Забайкальской железной дороги (Чита, Верхне-Удинск, Иркутск),
- 1911—1912 гг. — вёл частные уроки во Владикавказе,
- 1912—1914 гг. — счетовод Забайкальской железной дороги (Иркутск),
- 1917—1918 гг. — член, заместитель председателя исполнительного комитета Гдовского уездного Совета (Петроградская губерния),
- март-июнь 1918 г. — председатель исполнительного комитета Гдовского уездного Совета,
- 1918—1919 гг. — член организационного бюро Юго-Осетинской организации РКП(б),
- 1919—1920 гг. — председатель Юго-Осетинского окружного комитета РКП(б),
- 1921 г. — председатель Революционного комитета Юго-Осетии,
- 1921 г. — болен, на излечении,
- 1922—1924 гг. — ответственный секретарь областного комитета КП(б) Грузии Автономной области Юго-Осетии,
- 1924—1926 гг. — заведующий подотделом пропаганды Закавказского краевого комитета РКП(б)-ВКП(б),
- 1926—1932 гг. — уполномоченный, заведующий Юго-Осетинским областным отделом дорожно-транспортным отделом,
- 1933—1934 гг. — народный комиссар просвещения Юго-Осетинской автономной области,
- 1935—1937 гг. — директор Юго-Осетинского медицинского научно-исследовательского института.

В 1937 г. был исключён из партии за контрреволюционную деятельность. Был арестован. 2 декабря 1937 г. тройкой НКВД был приговорен к расстрелу.